# منتخب سويسرا تحت 18 سنة لهوكي الجليد للرجال
منتخب سويسرا لهوكي الجليد للرجال تحت 18 سنة هو ممثل سويسرا الرسمي في المنافسات الدولية في هوكي الجليد .